# 胡福弘
胡福弘（16世紀—1648年），字徵五，號台垣，北直隸廣平府永年縣人，明末清初政治人物。

## 生平
天啟二年（1622年）壬戌成進士，知山東諸城縣，四年本省同考，六年升兵部车驾司主事，七年遷兵部職方司主事，任陕西乡试主考官。當同乡崔呈秀、魏忠贤柄政時，深自韬晦，不与交通。崇祯三年（1630年）升兵部员外郎，轉升山东佥事，監軍通州，四年改山西雁平道佥事，五年丁忧。八年起补山东懷来兵備佥事，升山西參議，本年保留怀来道，以持正忤璫罷歸。
清順治二年（1645年），起任山東济南道參議，三年升江西按察使，順治五年，死于金聲桓之變。。